# معركة تبصر
معركة تبصر هي البداية لمعركة شارون التي كانت جنبًا إلى جنب مع معركة نابلس واللتان منهما تشكلت معركة مجدو.